# La Vierge de la Victoire
La Vierge de la Victoire (en italien : Madonna della Vittoria) est un grand retable a tempera sur toile de 280 × 166 cm, réalisé dans les années 1495-1496  par le peintre Andrea Mantegna de la Renaissance. Il est conservé aujourd'hui au musée du Louvre, à Paris, à la suite des spoliations napoléoniennes qui eurent lieu à Mantoue.
Il a été réalisé comme ex-voto pour François II de Mantoue (Francesco Gonzaga) après sa victoire à la bataille de Fornoue.

## Histoire

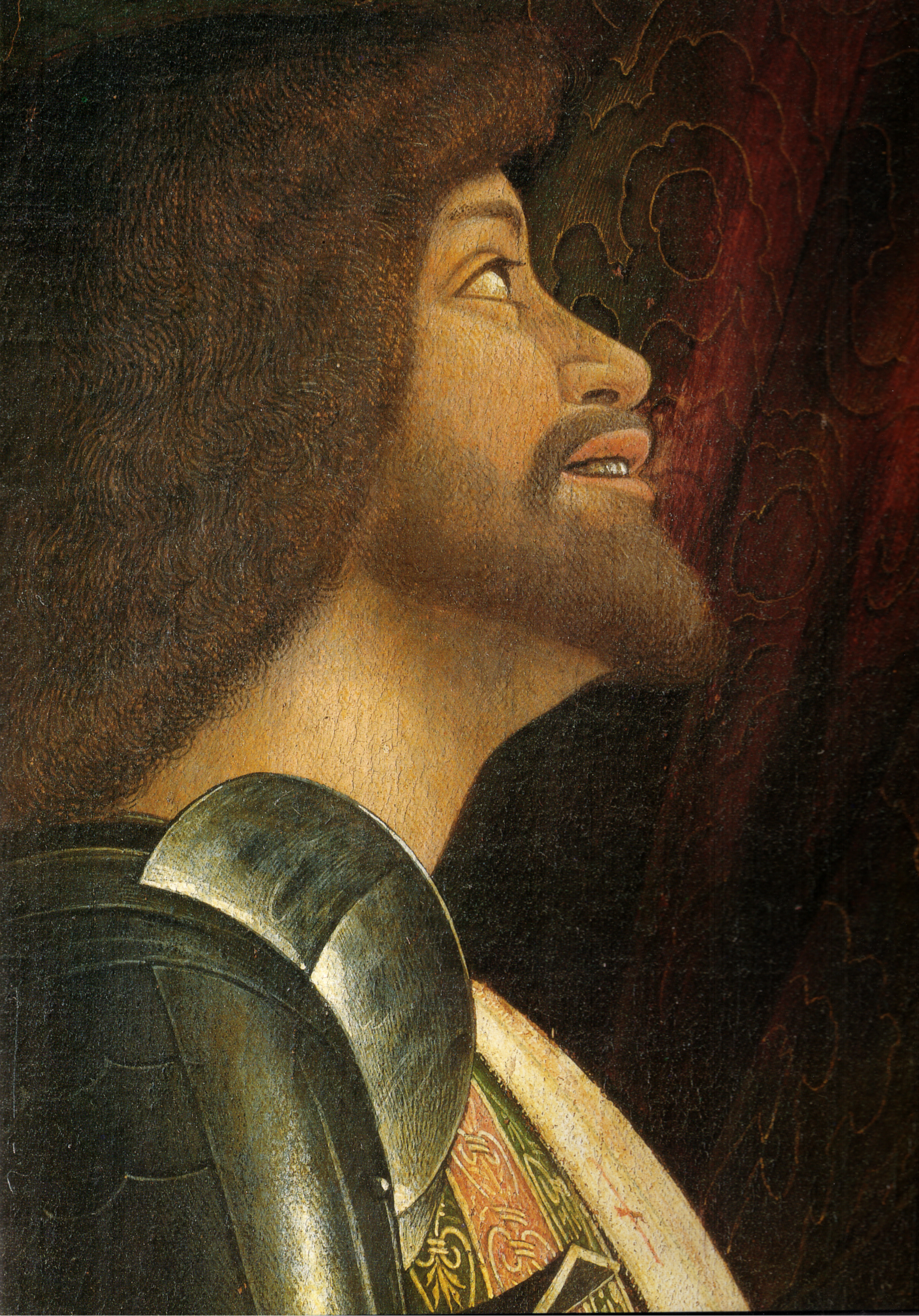
François II de Mantoue, détail.

Le 6 juillet 1495, les armées françaises de Charles VIII et de la Sainte Ligue, soutenues par le pape Alexandre VI, l'empereur Maximilien Ier, le roi d'Espagne Ferdinand le Catholique, Ludovic Sforza et la république de Venise s'affrontent à Fornoue. L'armée de la Sainte Ligue, dirigée par François II de Mantoue remporte la victoire, chassant temporairement les Français de la péninsule.
Pendant l'absence du marquis de Mantoue, un banquier juif, Daniele da Norsa, achète une maison à Borgo San Simone et remplace une représentation sacrée de la Vierge à l'Enfant qui ornait la façade par son blason personnel. L'action est considérée comme sacrilège ; le cardinal Sigismondo Gonzaga ordonne à l'homme de restaurer l'œuvre sous peine de pendaison. Bien que le Juif ait accepté, la colère populaire monte contre lui et, pour éviter les désordres, sa maison est rasée et il doit payer une amende de 110 ducats.
Au retour de François, la peine est commuée en injonction pour financer la construction d'une chapelle et l'exécution d'un tableau sacré, ce qui réaffirme la dévotion du marquis à la Vierge et remercie pour la protection et la victoire sur le champ de bataille de Fornoue.
Sur les conseils du dignitaire de la cour Girolamo Redini, le marquis charge Andrea Mantegna, peintre de la cour, de peindre le retable, lequel est solennellement installé en 1496, le jour anniversaire de la victoire, dans l'église Santa Maria della Vittoria, sur les plans de Mantegna, à la place de la maison du banquier et à ses frais.
Pendant l'occupation française de la période de Napoléon, le tableau fait partie des innombrables œuvres pillées par les Français lors des campagnes napoléoniennes, et entre au musée du Louvre en 1798. Il ne fut jamais restitué.

## Thème
Il s'agit d'une Conversation sacrée, soit une Vierge à l'Enfant (Madone) entourée de personnages saints et du donateur ou du commanditaire, en l'occurrence François II Gonzague, agenouillé en armure.
Le retable illustre d'un côté l'hommage de Francesco Gonzaga à la Vierge, de l'autre il symbolise la foi chrétienne (avec des allusions antisémites), comme le souhaitait le cardinal Sigismondo Gonzaga.

## Description
La Vierge avec l'Enfant sur ses genoux est assise sur un haut trône en marbre chiqueté, dans la tradition de Mantegna, et décoré de bas-reliefs. La base du trône, à volutes et pieds de lion, a « REGINA / CELI LET / ALLELVIA » inscrit dans un médaillon et repose sur une base circulaire avec un bas-relief du Péché originel et d'autres récits du Livre de la Genèse à peine visibles (à gauche une femme vêtue à l'ancienne, à droite un ange, peut-être en rapport avec l'Expulsion de Paradis). Au dessus du dossier du trône finement incrusté, se trouve un grand disque solaire, décoré d'entrelacs et de perles de verre. 
L'Enfant, tenant deux fleurs rouges, symbole de la Passion du Christ, et Marie font face à François de Mantoue, agenouillé sur le socle, en armure, au-dessus de la tête duquel la main de la Vierge se pose, recevant la bénédiction avec une expression souriante et reconnaissante. La protection accordée au seigneur de Mantoue est également symbolisée par le manteau de Marie qui, tenu par les saints sur les côtés, vient le recouvrir, avec des effets de transparence délicate.
Du côté opposé de François se tient saint Jean, enfant, nu, la croix à la main sur laquelle est suspendu un phylactère portant la phrase typique « ECCE / AGNVS / DEI ECCE / Q [VI] TOLL / IT P [ECCATA] M [VNDI] », et sa mère sainte Élisabeth, protectrice d'Isabelle d'Este, épouse de François (ou bien sainte Anne (mère de Marie)) qui tient un chapelet. Debout se tiennent deux saints de chaque côté : au premier rang, de part et d'autre de la Vierge, deux saints militaires, respectivement saint Michel archange, à l'épée, tenant un des pans de la cape de la Vierge, et saint Georges, à la lance brisée (dans le corps du dragon), vêtus d'une armure magnifiquement décorée, tenant l'autre pan de la cape de la Vierge ; en arrière-plan, à gauche saint André tient un long bâton avec la croix, et à droite Longinus, le centurion romain qui selon la tradition aurait apporté la relique du Sang du Christ à Mantoue, est identifiable par le casque et une longue lance rouge, dont la couleur fait référence à la Passion, et avec laquelle il aurait percé le flanc du Christ.
Le décor de la scène est une abside composée d'une pergola de feuilles, de fleurs et de fruits, où apparaissent plusieurs oiseaux, avec un cadre en bois, bien visible dans l'archivolte décorée, avec à l'aplomb de la Vierge, une connexion en forme de coquille (attribut de la Vierge comme nouvelle Vénus) à laquelle sont accrochés des chapelets de perles de corail et de cristal de roche et un gros morceau de corail rouge, symbole apotropaïque et référence au sang de la Passion. Il s'agit certainement d'une transposition symbolique du Paradis, jardin céleste auquel les hommes peuvent accéder par l'intercession de la Vierge. Chaque élément prend ainsi une signification symbolique et dévotionnelle précise.
Une curiosité est la présence, à gauche de la tête de la Vierge, d'un cacatoès, une espèce originaire d'Australie et de l'océan Pacifique : il est possible qu'il y ait eu des échanges entre ces régions et l'Europe bien avant leur découverte officielle au XVIIe siècle (?).

## Analyse

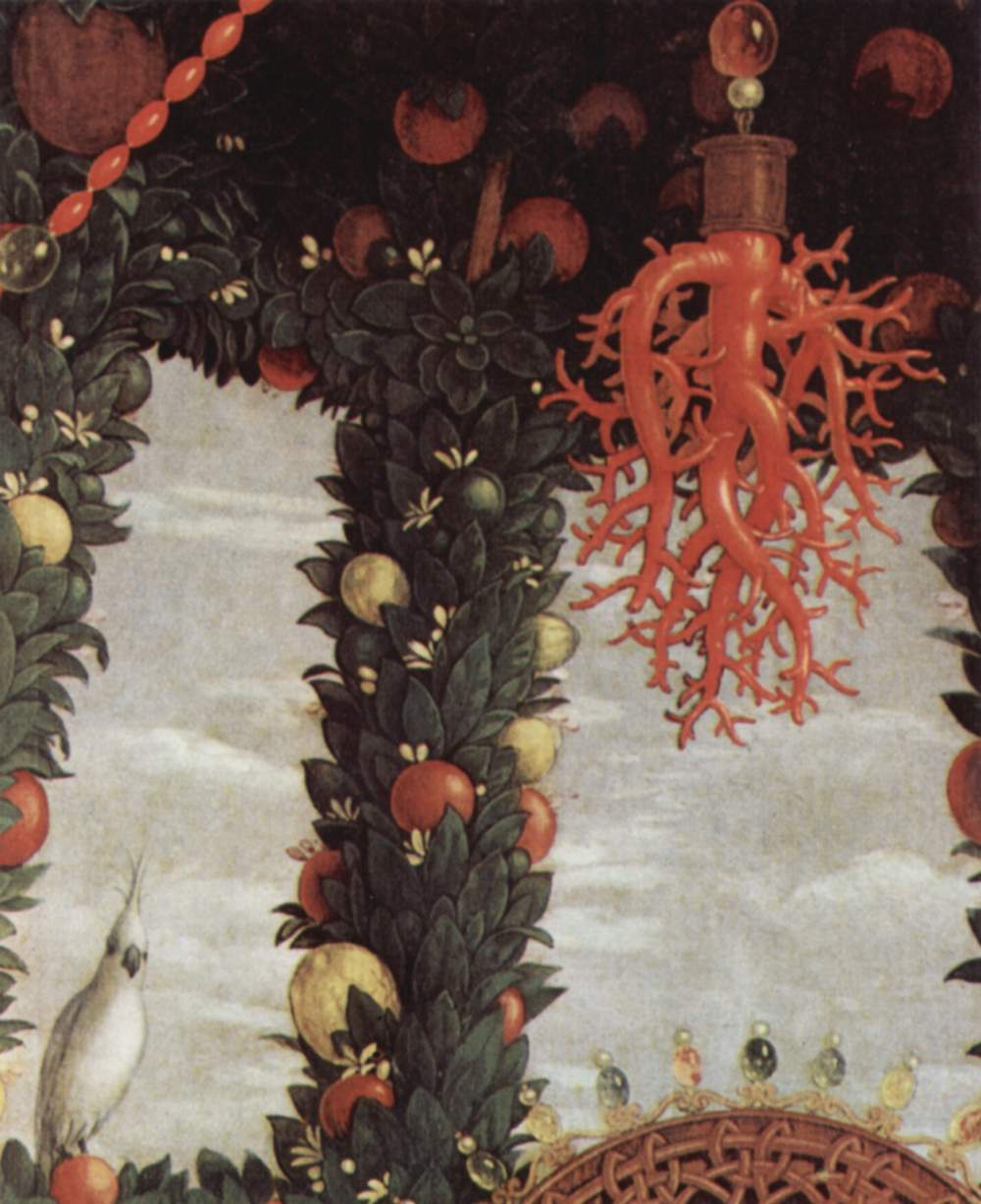
Détail du corail et du cacatoès.

La composition pyramidale qui a pour sommet le trône de la Vierge rappelle un modèle iconographique qui s'est répandu en Italie à partir de 1475 environ : d'illustres exemples antérieurs sont le retable de San Cassiano d'Antonello de Messine (1475-1476) ou le Retable de Santa Maria in Porto d'Ercole de’ Roberti (1480). 
La perspective baissé privilégie la position agenouillée de Francesco Gonzaga et intensifie le drame de la représentation. La richesse particulière des couleurs et des décorations se retrouve également dans d'autres œuvres de ces années, tout d'abord dans le Retable Trivulzio du même format. 
On retrouve le rouge, teinte récurrente des tableaux de Mantegna, couleur symbolique de l'amour divin et de la Passion du Christ dans la liturgie catholique, dans les œillets tenus par Jésus, les habits, les drapés, les attributs des saints, les fruits, les perles, le rubis de l'intérieur de la rosace (symbole païen, pierre du dieu Mars, il évoque la victoire militaire). 
Rouge également, le corail représente le sang de la Gorgone dans la mythologie grecque et fait la jonction avec l'iconographie chrétienne dans laquelle il symbolise la protection de l'enfant. 
Le blanc est présent également, comme signe de virginité, dans la robe du cacatoès.
Les fruits, symbole de l'abondance et des célébrations dans le monde gréco-romain, sont présents dans toute la verdure du haut du tableau.
Inspiré par sa passion pour l'Antique, et surtout pour les pierres gravées et la statuaire classique, Mantegna soigne les personnages jusques dans les moindres détails, insistant sur chaque élément des vêtements ou des armures, et travaille la texture des matériaux afin d'obtenir une représentation la plus proche possible de la réalité.
Associé à ce goût du détail, le rendu des personnages confère au tableau une monumentalité non dénuée d'élégance, également due à la légèreté du contraste entre la zone ouverte de la pergola et celle, fermée, où se déroule la scène. La virtuosité du peintre se manifeste aussi dans la construction en perspective des personnages : chacun d'eux est restitué avec les raccourcis les plus justes en fonction de sa position, ce qui accentue la présence physique de tous.
Certains historiens n'indiquent pas le retable parmi les œuvres les plus réussies de Mantegna, en raison d'une certaine disproportion de composition entre les personnages du premier et du second plan, de la rigidité des symétries, de l'incohérence de l'éclairage nacré et de la splendeur éblouissante des fruits et perruches sur le pergola, l'appareil décoratif excessif et « miniaturiste ». Cependant, on pense que ces caractéristiques étaient tempérées par une vision optimisée à l'intérieur de la chapelle.
Parmi toutes les œuvres de Mantegna, La Vierge de la Victoire est peut-être celle qui réussit le mieux à marier un idéal classique de beauté et un authentique sentiment de spiritualité, exprimé par la douceur des gestes et par l'élégance formelle de la Vierge sur son trône.